# جونيلسون دا سوزا
جونيلسون دا سوزا (بالبرتغالية: Jenílson Ângelo de Souza‏) (مواليد 20 يونيو 1973) هو لاعب كرة قدم. يلعب مع منتخب البرازيل لكرة القدم. سبق له أن لعب في كأس العالم لكرة القدم مع منتخب بلاده.

## روابط خارجية
- جونيلسون دا سوزا على موقع الاتحاد الدولي (مؤرشف)  (الإنجليزية)
- جونيلسون دا سوزا على موقع الاتحاد الأوربي (الإنجليزية)
- جونيلسون دا سوزا على موقع قاعدة بيانات كرة القدم.إي يو (الإنجليزية)
- جونيلسون دا سوزا على موقع ناشيونال فوتبول تيمز (الإنجليزية)
- جونيلسون دا سوزا على موقع Soccerway.com (الإنجليزية)